# Балановський Володимир Вікторович
Володи́мир Ві́кторович Балано́вський — старший матрос Збройних сил України, учасник російсько-української війни.
У мирний час проживає в Миколаївській області.

## Нагороди
За особисту мужність, сумлінне та бездоганне служіння Українському народові, зразкове виконання військового обов'язку відзначений — нагороджений
- 10 жовтня 2015 року — орденом «За мужність» III ступеня.